# The Perfect Man
The Perfect Man (bra: Paixão de Aluguel; prt: O Homem Perfeito) é um filme estadunidense de 2005, dirigido por Mark Rosman e roteiros de Michael McQuown e Heather Robinson,  estrelando Hilary Duff, Heather Locklear, Chris Noth, Mike O'Malley, Ben Feldman, Vanessa Lengies.

## Sinopse
Holly Hamilton (Hilary Duff) já está cansada dos namorados sem-futuro que sua mãe Jena (Heather Locklear) arruma. Para distraí-la da tristeza do último rompimento, a menina inventa um admirador secreto que iria paquerar, aumentando sua auto-estima. Para dar um rosto ao tal homem perfeito, Holly usa o amigo Ben (Chris Noth) tio de Amy (Vanessa Lengies), sua confidente. Na tentativa de manter a felicidade da mãe, Holly acaba não percebendo que seu amigo Adam (Ben Feldman) é apaixonado por ela e pode ser o seu próprio homem perfeito.

## Elenco
| Ator             | Papel                       |
| ---------------- | --------------------------- |
| Hilary Duff      | Holly Hamilton              |
| Heather Locklear | Jean Hamilton               |
| Chris Noth       | Ben Cooper                  |
| Ben Feldman      | Adam Forrest                |
| Mike O'Malley    | Lenny Horton                |
| Vanessa Lengies  | Amy Pearl                   |
| Caroline Rhea    | Gloria                      |
| Kym Whitley      | Dolores                     |
| Aria Wallace     | Zoe Hamilton                |
| Carson Kressley  | Lance                       |
| Michelle Nolden  | Amber                       |
| Maggie Castle    | Wichita Girl                |
| Gerry Mendicino  | Co-trabalhador de marketing |
| James McGowan    | Jean's Suitor               |
| Philip Akin      | Professor de inglês         |
| Jeff Lumby       | Dr. Fitch                   |
| Monique Mojica   | Diretora Campbell           |

## Críticas
O Metacritic avaliou como "críticas desfavoráveis" através de 27/100 de 29 críticas. No Rotten Tomatoes a média é de 32% , que baseou-se em 125 críticas recolhidas.

## Trilha sonora
Lista de músicas
| N.º | Título                         | Performer(s)    | Duração |  |
| 1.  | "Collide"                      | Howie Day       | 3:10    |  |
| 2.  | "I Will Learn to Love Again"   | Kaci Battaglia  | 3:15    |  |
| 3.  | "Better Than This"             | Kimberley Locke | 3:21    |  |
| 4.  | "Real Life Fairytale"          | Plumb           | 2:19    |  |
| 5.  | "Let It Go"                    | Jadon Lavik     | 2:44    |  |
| 6.  | "The Real Thing"               | Sara Overall    | 3:14    |  |
| 7.  | "If You Got What You Came For" | Beth Thornley   | 4:05    |  |
| 8.  | "Make Room"                    | Grits           | 3:38    |  |
| 9.  | "Mr. Roboto"                   | Dennis DeYoung  | 3:15    |  |
| 10. | "Lady"                         | Dennis DeYoung  | 4:06    |  |
| 11. | "Babe"                         | Dennis DeYoung  | 3:53    |  |
| 12. | "The Best of Times"            | Dennis DeYoung  | 3:25    |  |

## Prêmios e nomeações
2007 Teen Choice Awards
- Melhor atriz de comédia (Hilary Duff - (The Perfect Man e Cheaper by the Dozen 2)

2005 Golden Raspberry Awards
- Pior atriz - Nomeação - (Hilary Duff - (The Perfect Man e Cheaper by the Dozen 2)
  - Perdido para Jenny McCarthy - Dirty Love